# STEP-analyse
De STEP-analyse, ook PEST-analyse genoemd, is een bedrijfskundig analysemethode. De eerste versie van deze methode werd in 1967 ontwikkeld door Harvard-professor Francis J. Aguilar. Hij ontwikkelde het om de Sociale, Technologische, Economische, en Politieke factoren op macro-omgevingsniveau in kaart te brengen. Het wordt gebruikt als hulpmiddel bij externe analyses en samen met anders analyses, zoals met een Sterkte-zwakteanalyse en het Vijfkrachtenmodel voor bedrijven en begrip van de marktontwikkeling en de bedrijfspositionering.

## Geschiedenis
In de jaren 1960, werd steeds meer onderzoek gedaan rond strategische planning door hogescholen en universiteiten. De eerste versie van de STEP-analyse werd ontwikkeld door Harvard-professor Francis J. Aguilar. In 1967 publiceerde hij een revisie van zijn thesis (Scanning the Business Environment), waar hij een eerste versie van deze analyse beschreef. Toen gaf hij het nog de naam ETPS. 
Het was Arnold Brown die ETPS hernoemde tot STEP, al stond zijn afkorting voor "Stragetic Trend Evaluation Process". Maar omdat dit een gemakkelijk te onthouden afkorting is, bleef deze afkorting bestaan, en kregen de letters de namen van de factoren die onderzocht worden.

## Factoren
- Sociale factoren betreffen onder meer de betrokkenen, het bewustzijn van deze betrokkenen, culturele/ethische aspecten en demografische aspecten.
- Technologische factoren betreffen onder meer onderzoek- en ontwikkelingsactiviteiten, automatisering, patenten, researchfunding en technologieverandering.
- Economische factoren betreffen onder meer economische groei, rente, wisselkoersen en inflatiecijfer.
- Politieke factoren omvatten naast beleid en politiek ook regulering zoals milieuvoorschriften, handelsbelemmeringen en -heffingen

### Varianten
Omdat elk bedrijf andere factoren nodig heeft, wordt veelal gekozen voor een variant op de STEP-analyse. Deze varianten voegen dan ook andere factoren toe of splitsen ze uit. Enkele voorbeelden van deze varianten zijn:
- STEEP omvat ook Ecologisch/Milieu
- DESTEP omvat ook Demografisch en Ecologisch/Milieu
- PESTEL omvat ook Ecologisch/Milieu en Wettelijk (Legal).
- PESTELI, omvat ook Ecologisch/Milieu, Wettelijk (Legal) en Industrieel.
- STEEPLED omvat Sociaal, Technologisch, Economisch, Ecologisch/Milieu (Environmental), Politiek, Wettelijk (Legal), Ethisch en Demografisch.
- ELSA staat voor Ethical, Legal and Social Aspects.
- STEER-analyse is gelijk aan een PESTEL-analyse; het beschouwt Sociaal-culturele, Technologische, Economische, Ecologische en Reguleringsfactoren.